# Prinsengraben
Der Prinsengraben ist ein gut 2 Kilometer langer, rechter und südwestlicher Zufluss des Proßer Bach im oberfränkischen Landkreis Kulmbach.

## Geographie

### Verlauf
Der Prinsengraben entspringt gut 150 Meter nördlich des als Gemeindeteil zur Marktgemeinde Kasendorf gehörenden  Dorfes Krumme Fohre in der Waldflur Hasenwinkel auf einer Höhe von etwa 346 m ü. NHN. Seine Quelle liegt innerhalb der Gemarkung des Kasendorfer Gemeindeteils Peesten.
Der Wassergraben fließt zunächst in nordöstlicher Richtung durch den Wald und bildet dann etwas südlich eines Wanderwegs einen kleinen, mit Großröhricht am Ufer umgebenen Tümpel. Weiter abwärts nimmt er noch im Talwald und etwa an der Grenze zur Marktgemeinde Mainleus auf 331 m ü. NHN von rechts einen kurzen Bach aus einem südlichen Seitental auf.
Daraufhin fließt er in weiten Bögen gut einen halben Kilometer nordwärts durch ein bewaldetes Tal und wendet sich dann nach Nordosten. Er läuft danach nordwestlich der Proser Leite an  Gemeindegrenze von Mainleus auf seiner linken Seite zu zunächst Kasendorf und dann Kulmbach auf der rechten entlang und passiert dabei auf seiner rechten Seite eine Kompostieranlage.
Der Prinsengraben mündet schließlich etwa 300 Meter südlich von Katschenreuth von links und auf 303 m ü. NHN in den aus dem Westsüdwesten kommenden Proßer Bach.
Sein  etwa 2,3 km langer Lauf endet ungefähr 43 Höhenmeter unterhalb seiner Quelle, er hat somit ein mittleres Sohlgefälle von etwa 19 ‰.

### Einzugsgebiet
Sein 2,1 km² großes Einzugsgebiet liegt im Nordöstlichen Frankenalbvorland und wird durch ihn über den Proßer Bach, den Roten Main, den Main und den Rhein zur Nordsee entwässert. 
Der höchste Punkt liegt auf 401 m ü. NHN am Wasserreservoir bei Krumme Föhre. Sein größter südlicher und oberer Teil gehört zu Markt Kasendorf und ist überwiegend bewaldet, dort liegt der größte Ort Krumme Fohre überwiegend diesseits der Wasserscheide. Weiter abwärts hat vor allem linksseits des Laufs Markt Mainleus einen mittelgroßen, unbesiedelten Gebietsanteil und zuletzt rechtsseits bis ans Ufer herab die Stadt Kulmbach einen kleinen, mit dem Weiler Rother Hügel als einzigem, ebenfalls wasserscheidennahem Ort darin. 
Die Wasserscheide im Westen und Nordwesten verläuft gegen den aufnehmenden Proßer Bach. Im Nordosten grenzt das Einzugsgebiet eines namenlosen Bachs an, der bei Hitzmain in einen Auengraben in der Talebene des Roten Mains entwässert. Im Südosten und Osten läuft der Abfluss jenseits der Scheide zum Friesenbach, den nächsthöheren größeren linken Zufluss des Roten Mains vor dem Proßer Bach.

## Verkehr
Früher lief die Bahnstrecke Bayreuth Altstadt–Kulmbach nahe am Bach im recht engen Tal und überquerte diesen dreimal.